# Full Force (Musikfestival)
Koordinaten: 51° 45′ 29,6″ N, 12° 26′ 55″ O
Das Full Force (ehemals With Full Force) war ein jährlich im Frühsommer stattfindendes Musikfestival für Metal, Hardcore und Punk. Im Jahr 2011 besuchten erstmals mehr als 30.000 Gäste das Festival. Seit 2017 findet das Festival erstmals auf dem Ferropolis-Gelände bei Gräfenhainichen statt, da die Durchführung des Festivals auf dem Flugplatz Roitzschjora und die damit einhergehenden steigenden Sicherheitsanforderungen der örtlichen Ordnungsbehörden durch den Veranstalter nicht mehr gewährleistet werden konnten.
Ende September 2018 gaben die neuen Veranstalter die Änderung des Festivalnamens von With Full Force in Full Force und einer neuen breiteren musikalischen Ausrichtung bekannt. Seit 2019 bietet das Festival musikalische Vielfalt auf nunmehr vier Bühnen: MAD MAX - Mainstage, MEDUSA - Strandbühne / zweite Mainstage, HARDBOWL stage - Zeltbühne und Backyard stage - die „Hinterhofbühne“ für Newcomer & ausgefallene Acts. Nach zwei Jahren Pandemie durfte das Festival 2022 wieder stattfinden und 20.000 Besucher begrüßen.

## Geschichte

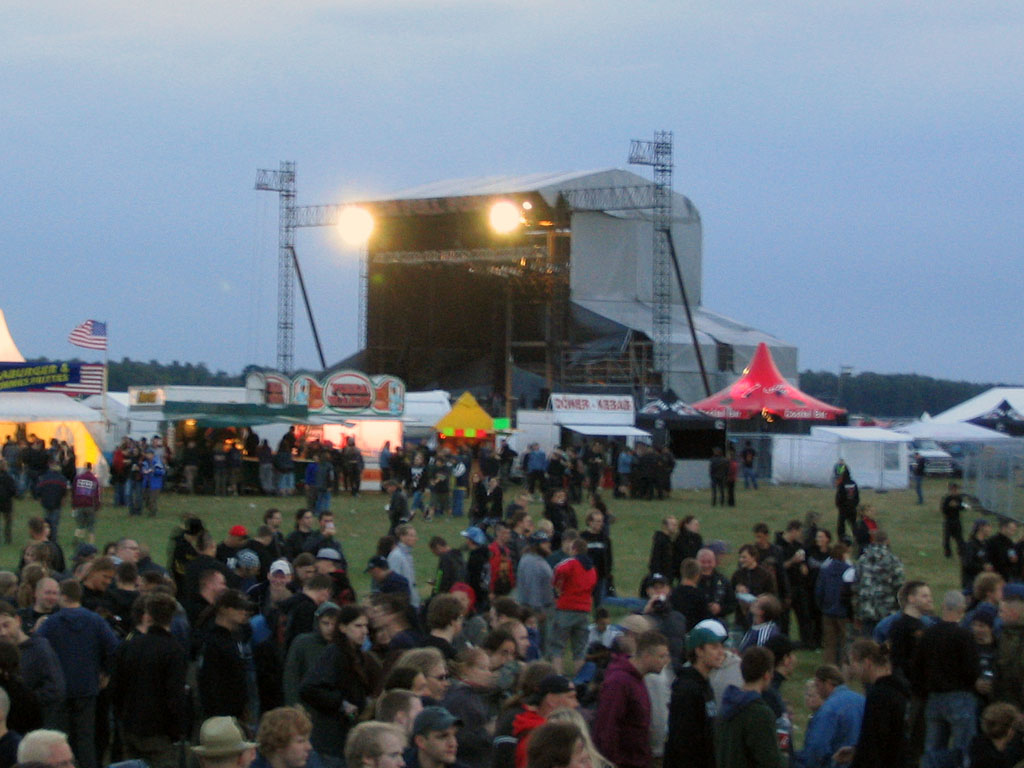
Blick auf die Hauptbühne 2004

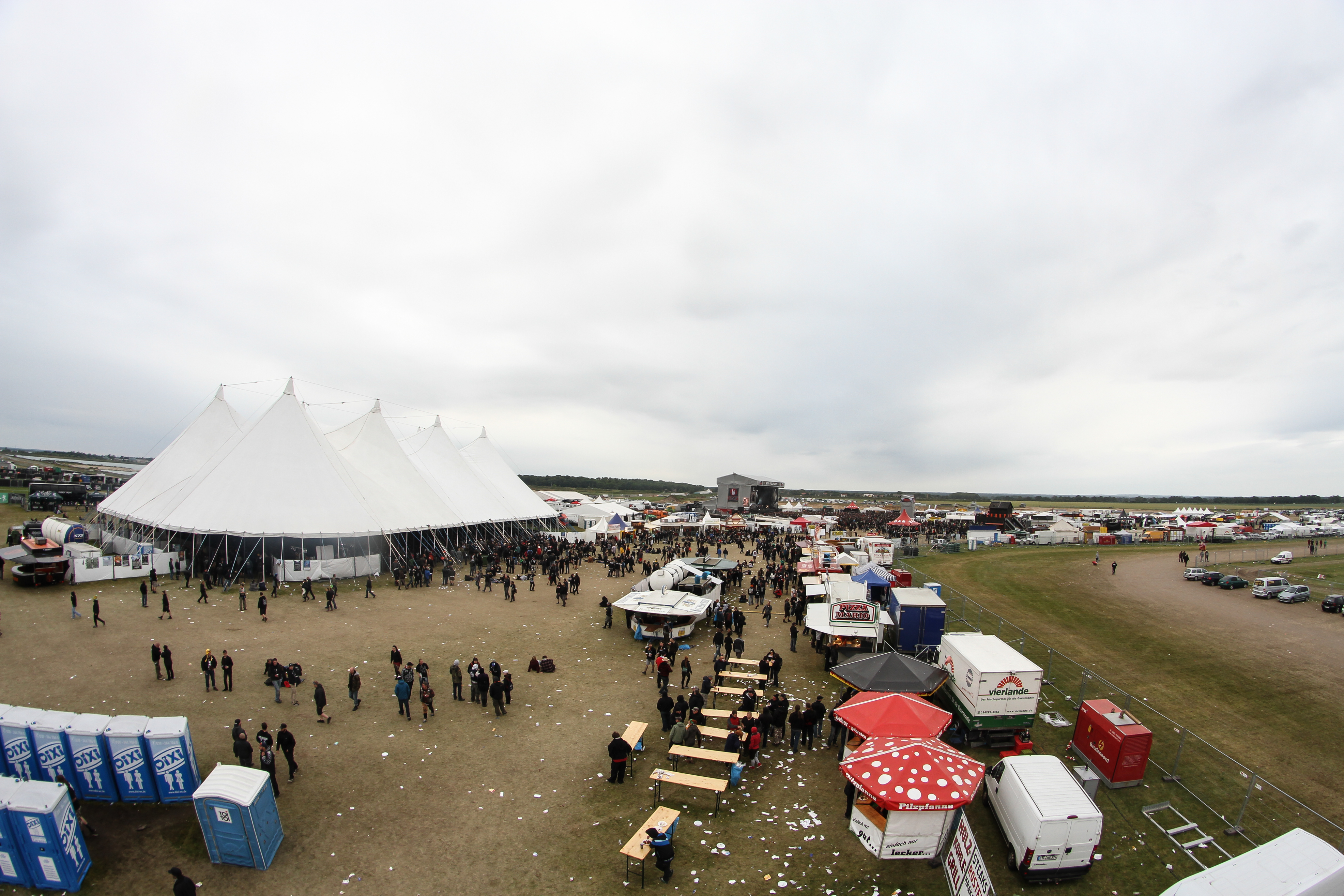
Blick über das Festivalgelände 2013

Aus einer „fixen Idee“ heraus fand 1994 im Stadtpark von Werdau das erste With Full Force statt, als Vorbild nannten die Veranstalter das Dynamo Open Air. 2.500 Besucher zählte die Veranstaltung. Wie auch im folgenden Jahr fand das Festival an einem Tag statt. Aufgrund der stark gestiegenen Besucherzahlen musste das dritte With Full Force 1996 auf den Flugplatz Zwickau verlegt werden und fand erstmals an zwei Tagen statt. Nach drei Jahren wechselte der Veranstaltungsort 1999 nach Roitzschjora auf den dortigen Segelflugplatz, wo das Festival bis 2016 an jedem ersten Juli-Wochenende stattfand. Als Grund für den Umzug nannte Mitveranstalter Roland Ritter die behördlichen Auflagen hinsichtlich Lautstärke und Spieldauer. Zwischen 2002 und 2018 wurde das Festival von der WITH FULL FORCE Veranstaltungs GmbH, seit 2019 von der Goodlive Festival GmbH veranstaltet.
Neben etablierten Gruppen wie Iron Maiden, Marilyn Manson, Motörhead, In Extremo, Slayer, Machine Head, Soulfly, Hatebreed, Amon Amarth, Children of Bodom, In Flames, Sick of It All, Manowar, Agnostic Front und Slipknot ist das Festival auch Plattform für kleinere Bands. So waren für den Erfolg der Thüringer Metalcore-Band Heaven Shall Burn ihre Auftritte auf dem Festival wichtige Höhepunkte ihrer Karriere. Als das Veranstaltungsteam die deutsche Rockband Rammstein buchte, schloss das With Full Force-Festival im Jahre 1996 den Vertrag mit der Berliner Gruppe ab, rund ein Jahr vor dem kommerziellen Durchbruch der Band mit der Hit-Single Engel und dem dazugehörigen Erfolgsalbum Sehnsucht, weshalb Rammstein 1997 noch für eine vergleichsweise kleine Gage auf dem Festival spielten. Im Sommer 1997 standen Rammstein an der Schwelle zum großen Erfolg.
Neben dem musikalischen Programm gibt es auf dem Gelände einen Markt für Tonträger und Merchandising, eine Karaoke-Bühne sowie Skateboarding- und Freestyle-Motocross-Veranstaltungen. Fallen Spiele der deutschen Fußballnationalmannschaft auf das Event, werden diese auf einer Großleinwand übertragen, so beispielsweise das Deutschland-Argentinien-Spiel der WM 2010. Von 2002 bis 2010 wurde, bis auf 2006, jährlich eine Live-DVD veröffentlicht, die meist einen Song pro aufgetretener Band beinhaltet.
Im Jahr 2005 besuchten erstmals mehr als 25.000 Menschen (davon 5.000 Tagesbesucher) das Festival. Das 18. With Full Force, welches vom 1. bis 3. Juli 2011 stattfand, war mit mehr als 30.000 Besuchern das erfolgreichste in der Geschichte des WFF.
Während des Festivals 2012 kam es in der Nacht vom 30. Juni auf den 1. Juli 2012 infolge eines schweren Gewitters mit Windstärke 11 zu einem Blitzeinschlag in einen Lichtmast neben einer Cocktailbar auf dem Zeltplatz. 69 Festivalbesucher wurden durch den Blitzeinschlag zum Teil schwer verletzt. Bei drei Besuchern bestand zunächst akute Lebensgefahr, es mussten Reanimationsmaßnahmen durchgeführt werden. Das Festival wurde am Sonntag fortgesetzt.
Die 2013er-Ausgabe des Festivals löste im Vorfeld eine größere Kontroverse aus, da hierfür der Auftritt der beiden umstrittenen Bands Frei.Wild und Unantastbar geplant war. Die Ankündigung des Auftritts von Frei.Wild löste schon bald Proteste in sozialen Netzwerken wie Facebook aus und veranlasste das Musikmagazin Visions zu einem gegen den Auftritt der Band gewandten Meinungsbeitrag. Schließlich zogen u. a. Visions, Jägermeister und das TätowierMagazin ihre Unterstützung für das Festival zurück. Als Reaktion hierauf sagten schließlich beide Bands wenige Tage später ihren Auftritt wieder ab.
Im September 2024 gab der Veranstalter bekannt, dass das Festival im Jahr 2025 nicht stattfinden wird, versprachen jedoch eine Rückkehr im Jahr 2026.